# Hodina
Hodina (značka h) je jedna z jednotek času.
Hodina byla dříve v soustavě SI vedlejší jednotkou času. Tato kategorie však byla v r. 2007 zrušena a hodina je v současnosti považován za mimosoustavovou jednotku, jejíž používání souběžně s jednotkami SI však akceptuje Příručka SI i Mezinárodní výbor pro míry a váhy (CIMP).
1 h = 60 min = 3600 s
1 d (den) = 24 h
Latinský název hodiny je hora, proto je mezinárodní označení hodiny značkou „h“.
Hodina je také jednotkou rektascenze, tedy jednotkou času a úhlu.

## Historie

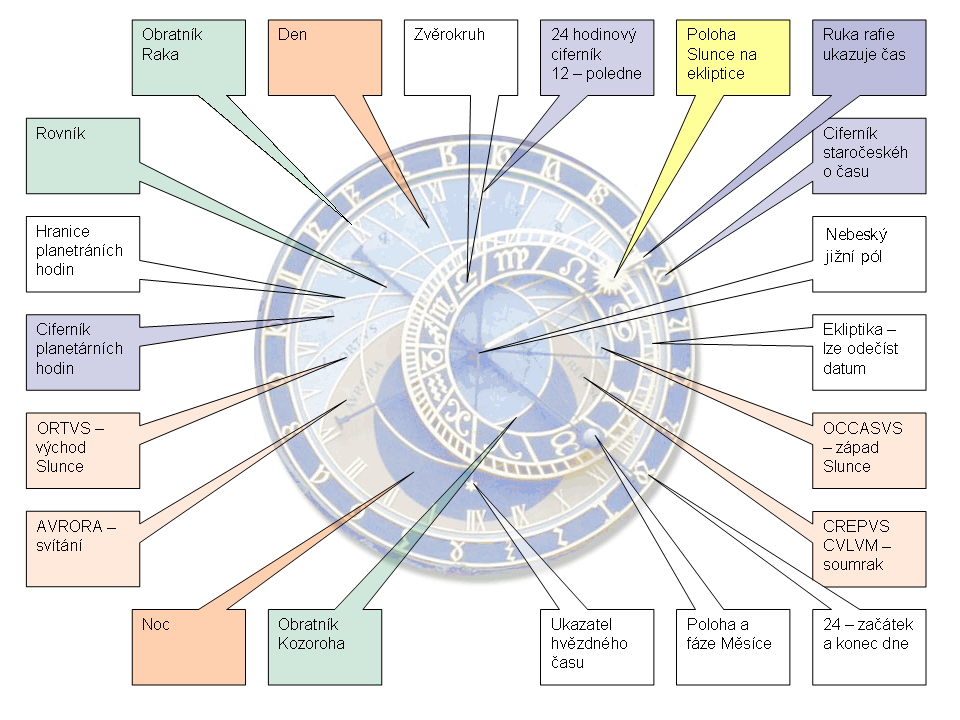
Schéma astronomického ciferníku orloje, kde planetární „babylónský“ ciferník ukazuje tyto nestejné hodiny.

Hodina byla původně definována starověkými civilizacemi (včetně takových jako byl Sumer, Egypt, Řecko, Řím) a to buď jako jedna dvanáctina doby mezi východem a západem slunce nebo jedna čtyřiadvacetina celého dne. V obou případech toto dělení odráželo rozšíření používání dvanáctkové číselné soustavy. Důležitost číslu 12 byla připisována díky počtu měsíčních cyklů v roce a také skutečnosti, že lidé mají na jedné ruce 12 prstních kůstek (článků prstů), tj. 3 na každém ze čtyř prstů s vyloučením palce. (Je tak možné počítat do 12 dotýkáním se palce jednotlivých článků prstů.) Rozšířeny jsou také různé analogie mezi jednotlivými množinami dat (12 měsíců, 12 zvířetníkových znamení, 12 hodin, tucet).
Starověká egyptská civilizace byla známá zavedením dělení noci na 12 částí, i když během staletí se objevily různé varianty tohoto dělení. Astronomové Střední říše (9. a 10. dynastie) se po celý rok zabývali pozorováním 36 hvězd jednotlivých dekanů. Tyto hvězdné tabulky byly nalezeny na víkách rakví z daného období. Vstupem slunce do následujícího hvězdného dekanu začínal nový civilní týden, který trval 10 dní. Časový úsek mezi západem a východem Slunce byl označen 18 dekanskými hvězdami. Tři z těchto hvězd byly vždy přiřazeny jedné ze dvou soumračných period, takže na samotnou periodu noci připadlo zbylých 12 hvězd dekanu, z čehož vyplývalo dělení noci na 12 částí. Doba mezi objevením se každé z těchto hvězd dekanu nad obzorem v průběhu noci činila asi 40 současných minut. Za éry Nového království byl tento systém zjednodušen používáním 24 hvězd, z nichž 12 označovalo období noci.
Ačkoli byly v civilním životě užívány tyto „sezónní“ hodiny (jejich délka závisela na roční době stejně jako délka noci), tak se již ve starověku používaly i „rovnodennostní“ („equinoxial“) hodiny. Jejich rozdílnost byla známa, protože již tehdy existovaly například vodní hodiny.
Dřívější definice hodiny jsou různými variacemi následujících parametrů:
- Jedna dvanáctina doby od východu po západ Slunce. Následkem toho byly hodiny v letních dnech delší než ve dnech zimních, jejich délka kolísala se zeměpisnou šířkou a dokonce se malinko lišily díky lokálním výkyvům počasí (díky vlivu na atmosférický index lomu). Z tohoto důvodu se takové hodiny někdy nazývají temporální, sezónní nebo nestejné. Tuto definici používali Římané, Řekové a Židé. Římané a Řekové také rozdělovali noc do tří nebo čtyř hlídek, ale byla noc (čas mezi západem a východem Slunce) také dělena do dvanácti hodin. Pokud, v pozdějších dobách, měly hodiny ukazovat takovýto čas, musela se u nich měnit každé ráno a večer perioda (např. výměnou délky jejich kyvadla) nebo musely být schopny zjišťovat aktuální polohu Slunce na ekliptice (viz Staroměstský orloj).
- Jedna čtyřiadvacetina zdánlivého slunečního dne (mezi jedním a následujícím polednem, nebo jedním a dalším západem Slunce). Důsledkem je, že délka hodiny se trochu liší v závislosti na tom jak se mění zdánlivý sluneční den během roku. Pokud hodinový stroj ukazuje tyto hodiny, musí být několikrát do měsíce seřizován. Tyto hodiny byly někdy nazývány ekvinokciální hodiny.
- Jedna čtyřiadvacetina středního slunečního dne. Podívejte se na střední sluneční čas ohledně rozdílu vůči zdánlivému slunečnímu dni. Pokud přesné hodiny ukazují tento čas, nemusejí být fakticky nikdy seřizovány. Přesto, díky zpomalování rotace Země, byla tato definice opouštěna. Viz UTC.

Ve starověké Číně se nejprve používalo dělení dne na 100 dílů. Později se den dělil na 12 částí délkou odpovídající dvěma hodinám. V jihozápadní Asii se používaly hodiny, kde den měl 6 hodin. Hinduisté dělili den na 30 hodin.

## Počítání hodin
Je několik způsobů jak počítat hodiny:
- V kulturách starověkého a středověkého světa, kde více záleželo na dělení na den a noc než ve společnostech používajících umělé osvětlení, počítání hodin začínalo východem Slunce. Východ Slunce tak vždy připadl na první hodinu, poledne na konec šesté hodiny a západ Slunce vycházel na konec hodiny dvanácté. Z toho vyplývá, že délka hodiny kolísala podle ročních období. Tento typ počítání je občas možno vidět na astrolábech nebo orlojích např. pod názvem „babylónské hodiny“. Je také použit v židovském náboženském právu (Halacha) a židovských textech.
- V tzv. italském čase, nebo také „italských hodinách“ či „vlašských hodinách“, začínala první hodina navečer (nebo na konci šera, tj. půl hodiny po západu Slunce, v závislosti na místních zvyklostech). Bylo tomu tak nejspíše v návaznosti na kanonický začátek dne. Hodiny byly číslovány od 1 do 24. Například v Luganu svítání v prosinci připadlo na 14. hodinu a poledne pak na 19. hodinu; v červnu svítání připadlo na 7 hodinu a poledne bylo v 15 hodin. Západ Slunce byl vždy situován na konec 24. hodiny. Toto počítání hodin mělo tu výhodu, že každý měl přehled kolik času mu zbývá na dokončení práce v časové mzdě za denního světla. Tento způsob počítání hodin byl používán v Itálii ve 14. století a to až do poloviny 18. století, v některých částech dokonce do poloviny 19. století. Byl také do 17. století používán v Polsku a v Čechách. V zemích koruny české pak byl tento systém nazýván českými hodinami, ale v posledních dvou staletích byl vytlačován hodinami německými. Systém italských hodin je možno vidět na mnoha hodinách v Itálii, přičemž jejich číselník je číslován od 1 do 24 v římských nebo arabských číslicích. Hodinové stroje byly upravovány, když se začátek první hodiny odchyloval od západu Slunce alespoň o čtvrt hodiny. K tomuto účelu byly sestavovány speciální tabulky. Známým příkladem je hodinový stroj na věži umístěné na náměstí sv. Marka v Benátkách.
- Středověký islámský den začínal se západem slunce. První modlitba dne (maghrib) se provádí mezi západem slunce a koncem soumraku.
- V některých jihoněmeckých městech jako např. v Norimberku či Řezně byly od pozdního středověku používány tzv. velké hodiny (Große Uhr). Den byl rozdělen na 24 hodin, ale počítaly se zvlášť hodiny denní a zvlášť hodiny noční. Zvoněním zvaným garaus pak den začínal a také se jím ukončoval. Den a noc se tak lišily v různých ročních dobách počtem hodin, např. v prosinci měl den pouze 8 hodin (věžní hodiny tak odbíjely přes den od 1 do 8), v červnu měl den 16 hodin (věžní hodiny odbíjely přes den od 1 do 16). Po setmění pak hodiny odbíjely opět od 1 hodiny. Trvání dne a noci se měnilo asi po třech a půl týdnech na základě nařízení městské rady.
- U moderního dvanáctihodinového hodinového stroje se hodiny začínají počítat o půlnoci a poté znovu od jedničky v poledne. Hodiny jsou číslovány 12, 1, 2, …, 11. Sluneční poledne se vždy nachází poblíž poledne ve 12 hodin, liší se od něj podle časové rovnice (okolo 15 minut v obou směrech). V době rovnodennosti připadá východ slunce na 6 A.M. (ante meridiem, před polednem) a západ slunce na 6 P.M. (post meridiem, po poledni). Tento způsob počítání pronikal od první poloviny 16. století také do českých zemí a od 17. století se zde stal nejobvyklejším způsobem určování denního času. Protože se šířil do Střední Evropy z Německa, byl v jednotlivých zemích, kde nahrazoval postupně italské hodiny, nazýván německým časem nebo německými hodinami.
- U moderních hodinových strojů o 24 hodinách se hodiny začínají počítat o půlnoci a jsou číslovány od 0 do 23. Sluneční poledne je vždy okolo 12. hodiny (opět se liší podle časové rovnice). V době rovnodennosti slunce vychází podle tohoto počítání okolo 06:00 a zapadá v 18:00.
- Po mnoho století, až do roku 1925, počítali astronomové hodiny a dny od poledne, protože tak bylo usnadněno přesné měření slunečních událostí. Výhodou této metody (užívané v Juliánském datovacím systému, kde nový den začínal v poledne) bylo to, že se datum dne neměnilo v průběhu nočního pozorování oblohy.

Východ a západ slunce jsou mnohem snáze rozeznatelné časové body dne než poledne nebo půlnoc; začátek počítání hodin od těchto bodů bylo proto pro lidi většiny společností mnohem snazší než počítání hodin od poledne nebo od půlnoci. Přesto s moderním astronomickým vybavením (a telegrafem či podobným zařízením schopným přenášet časové signály ve zlomcích sekundy) přestal být tento problém závažným.
Astroláby, sluneční hodiny a orloje občas ukazují délku hodin a počítají je podle starých definic a počítacích metod.

## Další definice
Slovo hodina se také požívá jako následující termíny:
- Vyučovací hodina (zpravidla 45 minut např. v Česku a Německu, 50 minut v Rakousku)
- Temporální hodina. Hodiny mající rozdílnou délku ve dne a v noci a také podle ročního období, vznikající dělením doby mezi svítáním a západem slunce na 12 stejných částí.
- Francouzský revoluční kalendář dělil den na 10 hodin skládajících se ze 100 minut po 100 sekundách, revoluční hodina byla proto zcela jiným časovým intervalem než naše dnešní hodina.
- V obecném jazykovém pojetí označující okamžik, čas zvláštního významu, začátku nějakého děje (např. „hodina pravdy“, „udeřila něčí hodina“ apod.)